# Armagnac (distillato)
L'armagnac è un brandy francese di vino a denominazione di origine controllata prodotto nella regione storica della Guascogna, suddivisa tra i dipartimenti delle Landes, del Gers, e di Lot-et-Garonne nel sud-ovest della Francia. Prende il nome dall'antica contea di Armagnac, il cui territorio storico corrisponde all'attuale zona di produzione.

## Storia

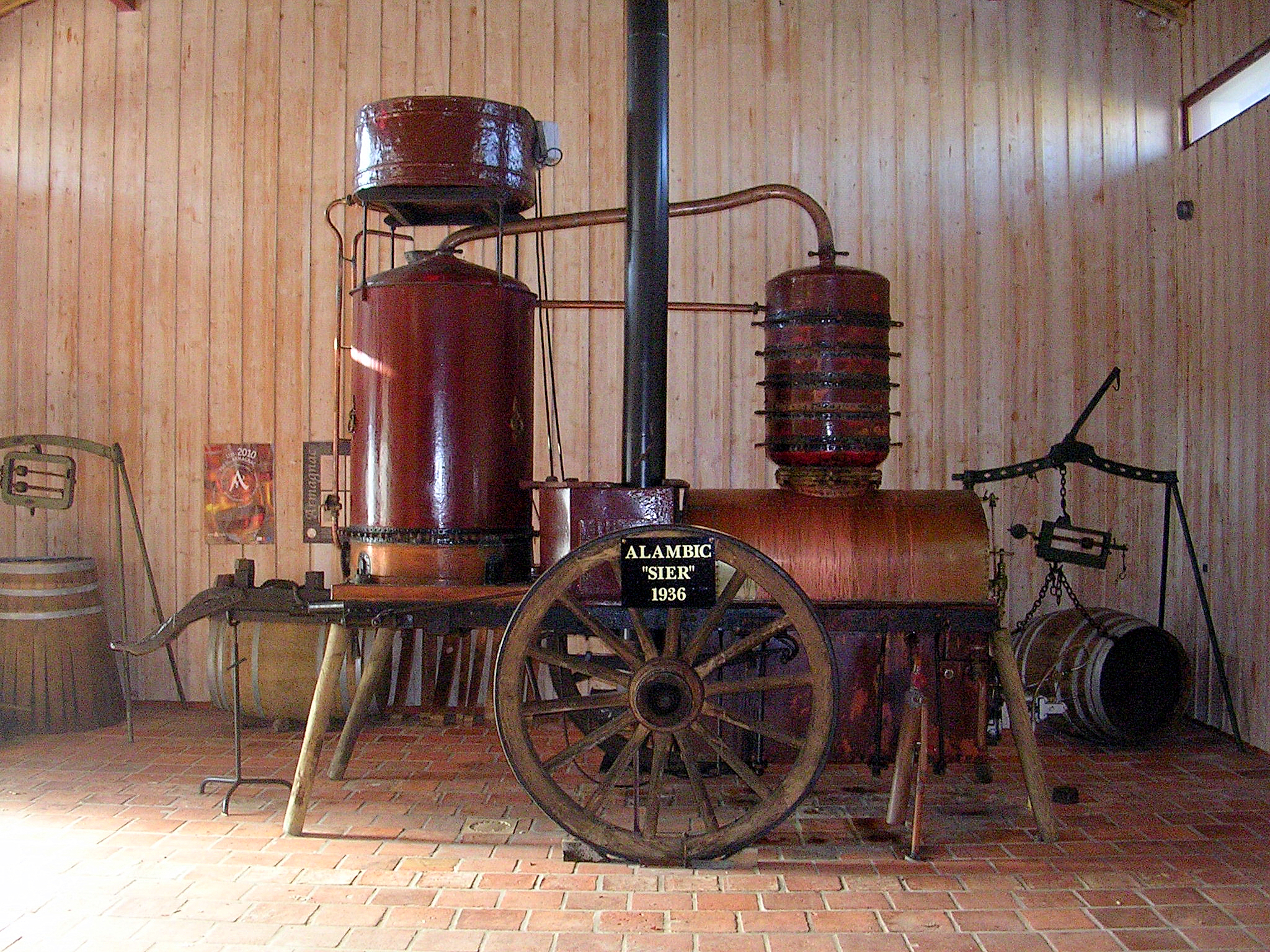
Alambicco armagnaçais semovente

L'armagnac è a buon diritto la più antica acquavite di Francia. La sua prima menzione a stampa è del 1531, ma il manoscritto da cui deriva il libro, custodito nella Biblioteca apostolica vaticana, è del 1310, ad opera di Vital du Four, abate del monastero di Eauze nel cuore della contea di Armagnac, che ne elencava quaranta virtù "medicinali".
Le prime tracce dell'Armagnac risalgono al Medioevo quando veniva indicato come aygue ardente (aqua vitae), distillata ed usata come medicinale nelle antiche università e nei monasteri. La produzione per uso voluttuario inizia attorno alla metà del Quattrocento e circa mezzo secolo più tardi se ne sviluppa il commercio in botte.
Il distillato, caricato a bordo di carri fino a Mont de Marsan oppure Auch veniva poi trasportato a Bayonne oppure a Bordeaux per via fluviale e da qui esportato dai mercanti olandesi nei Paesi Bassi, Regno Unito e perfino nei Paesi baltici.
La diffusione dell'armagnac è quindi anteriore di almeno un secolo a quella del cognac, il cui commercio tuttavia poté svilupparsi maggiormente grazie alla vicinanza e alle più facili comunicazioni fluviali con La Rochelle, importante porto ed emporio commerciale della Francia sudoccidentale. La regione dell'Armagnac è infatti più interna e non ha fiumi navigabili con imbarcazioni importanti, a differenza della Charente.

## Vitigni e vino
I vini dai quali viene ricavato l'armagnac derivano da quattro vitigni principali: l'Ugni blanc (con tale nome è conosciuto in Francia il Trebbiano, introdotto in età basso-medievale), il Colombard, la Folle blanche (detto anche Piquepoult) e il Baco blanc. Altri vitigni, meno diffusi nella zona di produzione del celebre distillato, sono il Jurançon blanc, la Clairette de Gascogne, il Mauzac, la Plainte de Graisse e il Meslier Saint-François. Il vitigno della Folle Blanche, per migliorarne la resistenza alla fillossera, è stato incrociato con l'americano Noah creando l'ibrido Baco blanc: questo è l'unico esempio di vitigno ibrido ammesso in una AOC francese.
Il mosto si ottiene per pressatura soffice, senza aggiunta di solfiti o lieviti: la fermentazione crea un vino di bassa gradazione e parecchio acido. Appena terminata la fermentazione si passa alla distillazione per mantenere intatti gli aromi del vino.

## Zone di produzione
Il territorio dell'Armagnac si divide in tre zone di produzione in base alle caratteristiche dei terreni:

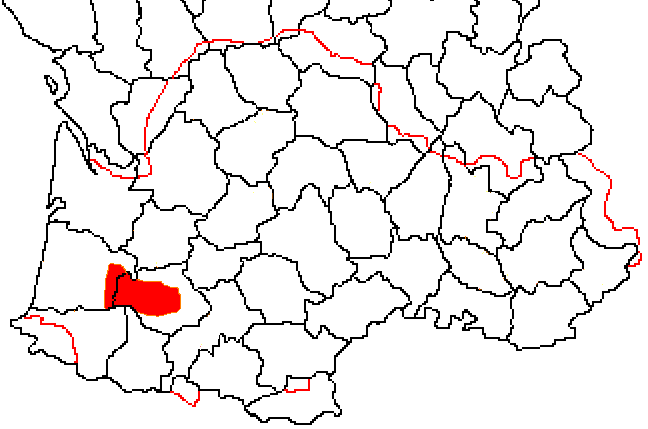
In rosso la posizione della AOC Armagnac nella carta del sud della Francia

- Bas-Armagnac, a sua volta suddiviso per tradizione antica e non ufficialmente in:
  - Grand Bas-Armagnac,
  - Fins Bas-Armagnac,
  - Petits Bas-Armagnac.

Il Bas-Armagnac è considerata la migliore delle tre zone di produzione, in virtù del terreno sabbioso, povero di calcare e ricco di sedimenti marini. La micro-zona del Grand Bas-Armagnac corre a cavallo del confine tra i dipartimenti del Gers e delle Landes, ed è ritenuto produrre le acquaviti in assoluto più fini ed armoniche. L'area è intensamente coltivata a vite.
- Ténarèze[3]. La zona intermedia possiede ancora qualche terreno sabbioso, ma contiene in prevalenza suoli argillo-calcarei ed argillo-sabbiosi. Le acquaviti sono affini a quelle del Bas-Armagnac in funzione dei terreni più o meno sabbiosi. È zona mista di viti e cereali; si produce circa la metà dell'armagnac rispetto al Bas.
- Haut-Armagnac: questa zona è sfavorita per possedere terreni calcarei ed argillo-calcarei; le uniche zone adatte sono le cime delle colline, in cui c'è qualche deposito argillo-sabbioso. L'area produce pochissimo armagnac.

## Metodo di produzione

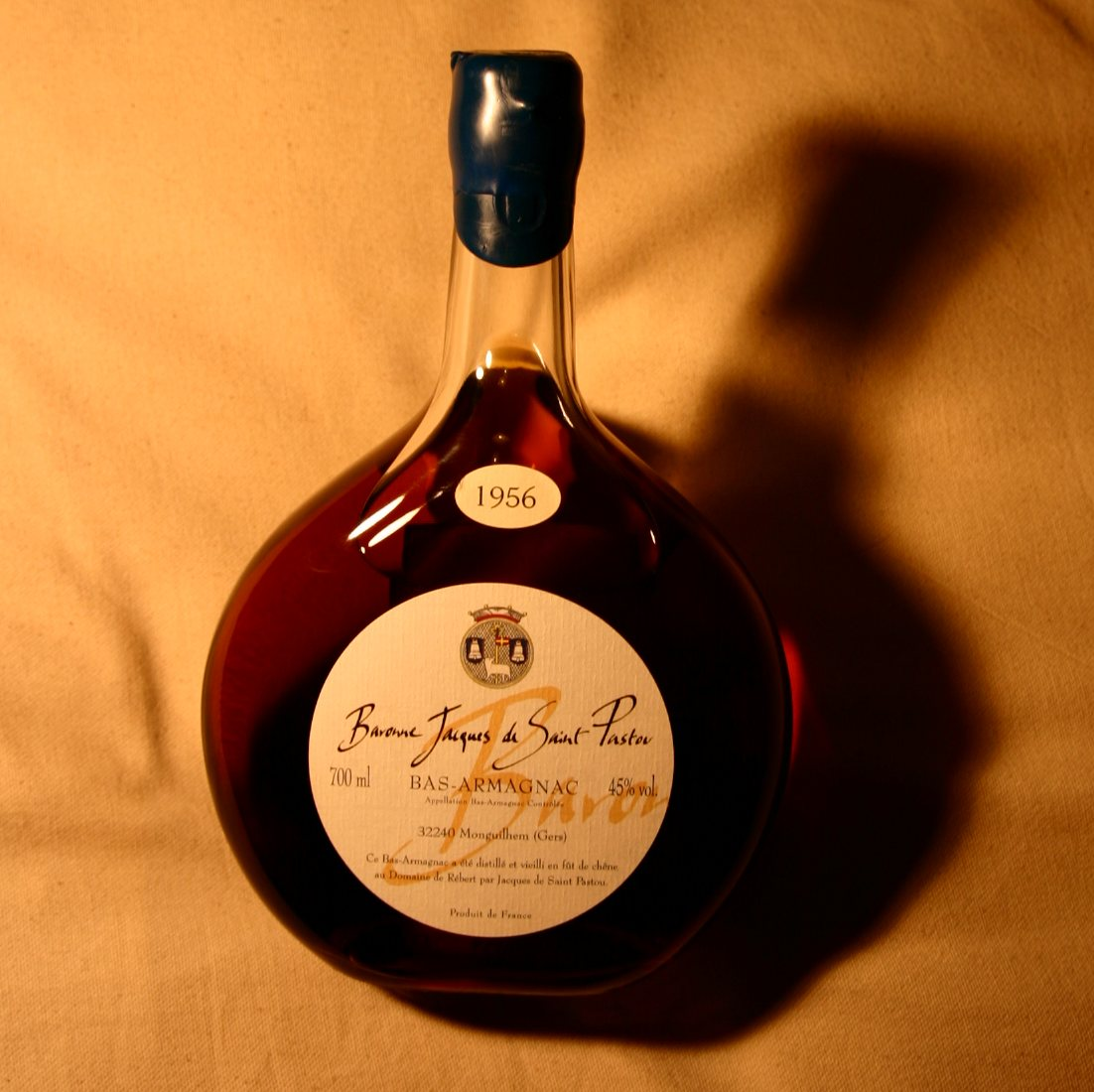
Una tipica bottiglia basquaise di armagnac

L'armagnac è distillato con un processo definito continuo, con un alambicco a colonna a piatti, chiamato alembique armagnaçais (alambicco armagnacchese), a volte montato su un rimorchio ed alimentato a legna, il vino viene scaldato in una "caldaia" posizionata in basso nell'ultimo piatto, il vino risale come vapore passando attraverso i piatti formando un equilibrio di evaporazione ad ogni livello, dal basso verso l'alto, in cima alla colonna il distillato viene condensato da una serpentina raffreddata ad acqua e raccolto.
La distillazione avviene entro l'inverno. L'acquavite ricavata viene riposta in botti di quercia guascone o di altre zone francesi, con capacità da 400 a 420 litri, e fatta invecchiare in depositi fuori terra detti chai; a ogni anno d'invecchiamento evapora una quantità di prodotto tra il 3 ed il 5% ("il vino degli angeli"). L'invecchiamento è variabile secondo il prodotto che si vuole ottenere, fino ad un massimo di 50 anni circa.
L'armagnac viene dichiarato pronto secondo il giudizio del maître de chai (cantiniere) e se necessario assemblato con altri per ottenere un prodotto armonico; infine la miscela si lascia riposare ancora qualche mese. Si producono quindi sia Armagnac Millesimati che assemblati.
Il prodotto viene confezionato in bottiglie scure schiacciate dette basquaise da 75 cl, o trasparenti come quelle del cognac, oppure nei tipici bottiglioni chiamati pot gascon, da 250 cl.

## Classificazione dell'invecchiamento
Dal 2010, a seconda dell'età dei distillati, le etichette riportano le seguenti sigle, o se millesimati direttamente gli anni di invecchiamento:
- VS oppure *** - da uno a tre anni di invecchiamento
- VSOP - l'acquavite più giovane della miscela deve avere da quattro a nove anni di invecchiamento
- Napoléon - da sei a nove anni di invecchiamento
- Hors d'âge, XO - da dieci a diciannove anni, o il millesimo di distillazione
- XO Premium - da vent'anni in poi, od il millesimo di distillazione

Gli armagnac di oltre dieci anni recano l'anno di distillazione sull'etichetta se millesimati e di solito sulla controetichetta si trova anche l'anno della messa in bottiglia, rendendo facile il calcolo del periodo trascorso in botte; oppure se sono assemblati, dichiarano l'età del distillato più giovane che si trova nella bottiglia (es. 15 Ans).

## Usi e degustazione
L'armagnac è un distillato da fine pasto o da meditazione; si beve in piccoli bicchieri a ballon, o meglio a tulipano, lentamente. Entra raramente nei cocktail, ma è parte di un noto aperitivo guascone, la Pousse Rapière.
 Si usa molto per conservare frutta al liquore ed infine si usa nel floc di Guascogna, un mosto fortificato con armagnac, analogo al pineau des Charentes, come aperitivo.

## Tutela della denominazione d'origine
Una convenzione italo-francese (28 maggio 1948) stabilì che i termini "cognac" e "armagnac" fossero riservati ai soli prodotti francesi tutelati dalle corrispondenti denominazioni di origine. Ogni acquavite di vino di qualunque altra origine, francese od estera, può quindi chiamarsi solo brandy.

## I produttori di armagnac

### Commercianti- esportatori (négociants)
Come per il cognac, sono grossisti ed affinatori che non producono vino in proprio. I principali si dividono in queste categorie:
- comprano vino, distillano, invecchiano, imbottigliano e commercializzano col loro marchio:
  - Dartigalongue
  - Delord
  - Janneau
  - Marquis de Montesquieu (Pernod Ricard)
  - Samalens
- comprano armagnac già in botte dai produttori indipendenti e lo invecchiano nei loro depositi (chais), imbottigliano e commercializzano col loro marchio:
  - Darroze
  - Gelas
- comprano distillato giovane dalle cooperative, poi invecchiano, imbottigliano e commercializzarono col loro marchio:
  - Cles des Ducs
  - Larresingle
  - Sempé
  - Trepout
  - Veuve Goudulin
- comprano distillato millesimato dai produttori indipendenti e lo commercializzano col loro marchio:
  - pressoché tutti i négociant

### Produttori indipendenti
Sono numerosissimi, talvolta con produzioni minuscole di uno/due barili all'anno. Per molti produttori l'armagnac non è che una parte della loro attività agricola, tra allevamento di oche e pollame, coltivazione di cereali, foraggi e produzione di vino; per altri è la loro attività principale. L'elenco comprende soltanto i più noti in commercio in Italia:
- Chateau de Briat
- Chateau de Lacquy
- Chateau de Laubade
- Chateau de Tariquet
- Domaine Boingnères
- Domaine de Joy
- Domaines Laberdolive
- Domaine de Lartigue